# Le Brasier
Le Brasier é um filme francês de 1991 dirigido por Éric Barbier.
Este longa-metragem foi o primeiro filme francês a ultrapassar a marca de 100 milhões de francos, tornando-se o maior orçamento da história do cinema francês. Vencedor do Prêmio Jean-Vigo de 1991, foi um fracasso comercial retumbante (menos de 40.000 ingressos na região de Paris).

## Sinopse
A história gira em torno das lutas sociais na indústria de mineração francesa na década de 1930 e, em particular, das tensões entre mineiros franceses e poloneses. Victor, um mineiro filho de um imigrante polonês, apaixona-se por uma francesa. Os dois jovens tentam esconder seu amor.

## Elenco
Segue abaixo a tabela do elenco:
| Ator                  | Personagem     |
| --------------------- | -------------- |
| Jean-Marc Barr        | Victor Pavlak  |
| Maruschka Detmers     | Alice          |
| Thierry Fortineau     | Emile          |
| François Hadji-Lazaro | Gros           |
| Serge Merlin          | Betaix         |
| Tolsty                | Piotr Pavlak   |
| Jean-Paul Roussillon  | Dalmas         |
| Dominique Didry       | Octave Garnier |

## Filmagem
O filme foi rodado em três países:

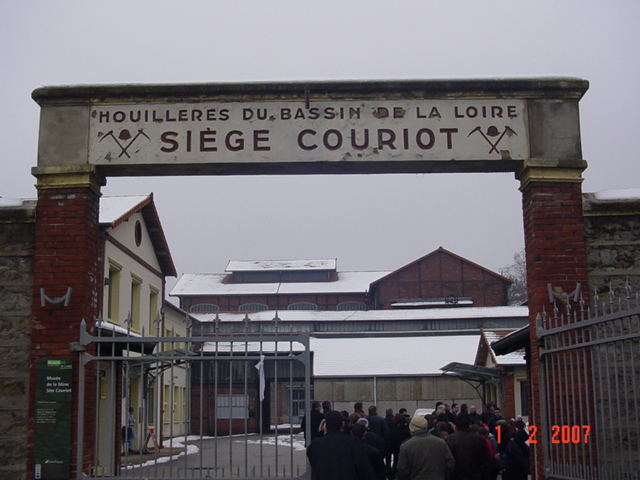
Um dos locais de filmagem, o poço Couriot em Saint Etienne (França)

- Bélgica: em Marchienne, na conurbação de Charleroi, no cenário das três cabeceiras do poço Parent - poço nº 18 da mina de carvão de Monceau Fontaine.
- Polônia: em Swietochlowice - Lipiny.
- França: em Saint-Étienne na pia do antigo poço Couriot e em Tourcoing na antiga sala Fresnoy